# El amante liberal
El amante liberal es una de las novelas cortas que contiene la obra de Miguel de Cervantes llamada "Novelas ejemplares". Reúne elementos de la novela morisca y la novela bizantina, aunque al mismo tiempo critica implícitamente algunos aspectos de esta última.
En la novela aparece, junto al tema del amor generoso, el del cautiverio, que en Cervantes tiene tintes biográficos, aunque se añadan otros inventados.